# 乌沃维尔坎
乌沃维尔坎（法語：Ouve-Wirquin，法語發音：[uv viʁkɛ̃]）是法国上法蘭西大區加来海峡省的一个市镇，属于圣奥梅尔区。

## 地理
乌沃维尔坎（50°39'2"N, 2°8'41"E）面积5.25 平方千米，位于法国上法蘭西大區加来海峡省，该省份为法国北部沿海省份，西北濒北海，南至索姆省，东临北部省。
与乌沃维尔坎接壤的市镇（或旧市镇、城区）包括：勒米伊维尔坎、阿夫鲁、克莱蒂、梅尔克圣列万、阿河畔瓦夫朗。
乌沃维尔坎的时区为UTC+01:00、UTC+02:00（夏令时）。

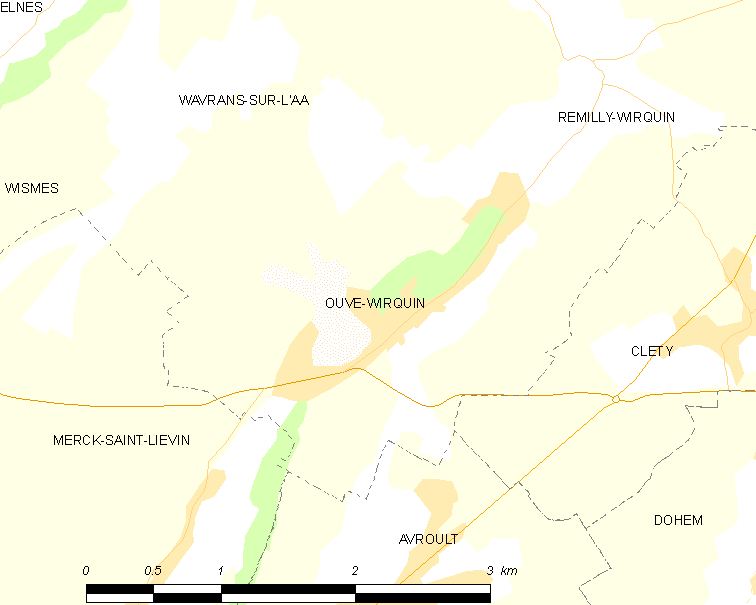
乌沃维尔坎的OSM定位图

## 行政
乌沃维尔坎的邮政编码为62380，INSEE市镇编码为62644。

## 政治
乌沃维尔坎所属的省级选区为兰布尔县。

## 人口

1962-2008年间乌沃维尔坎人口变化图示

乌沃维尔坎于2022年1月1日时的人口数量为496人。